# Cheiracanthium aizwalense
Espèce
Synonymes
- Cheiracanthium aizwalensis Biswas & Biswas, 2007

Cheiracanthium aizwalense est une espèce d'araignées aranéomorphes de la famille des Cheiracanthiidae.

## Distribution
Cette espèce est endémique du Mizoram en Inde,.

## Description
La femelle holotype mesure 9,50 mm.

## Étymologie
Son nom d'espèce, composé de aizwal et du suffixe latin -ensis, « qui vit dans, qui habite », lui a été donné en référence au lieu de sa découverte, Aizawl.

## Publication originale
- Biswas & Biswas, 2007 : Araneae: Spiders. Fauna of Mizoram, State Fauna Series. Zoological Survey of India, Kolkata, vol. 14, p. 455-475.